# Thalwinkel
Thalwinkel is een plaats en voormalige gemeente in de Duitse deelstaat Saksen-Anhalt, en maakt deel uit van de Landkreis Burgenlandkreis.
Thalwinkel telt 205 inwoners.